# Eisenbahnunfall von Torre Annunziata
Bei dem Eisenbahnunfall von Torre Annunziata fuhr am 30. Dezember 1939 im Bahnhof von Torre Annunziata ein Schnellzug auf einen Militärzug auf. Mindestens 29 Menschen starben.

## Ausgangslage
Es war sehr kalt. Der langsamere Militärtransport wartete im Bahnhof Torre Annunziata, um den Calabria-Express überholen zu lassen. Das scheiterte aber daran, dass die Weichen eingefroren und nicht zu verstellen waren. Daraufhin entschied der Fahrdienstleiter, den Militärzug vorfahren zu lassen, um das Gleis für den folgenden Verkehr frei zu machen. Der Militärzug war nach hinten durch ein „Halt“ zeigendes Signal gesichert.

## Unfallhergang
Der Lokomotivführer des Schnellzuges übersah das „Halt“ zeigende Signal, fuhr in den Bahnhof ein und kollidierte mit dem Ende des Militärzuges, der sich gerade in Bewegung setzte.

## Folgen
Mindestens 29 Menschen starben. Es können aber auch sehr viel mehr gewesen sein. „Inoffizielle Angaben“ nennen 40 Tote.